# IC 1821/2
IC 1821/2 је спирална галаксија у сазвијежђу Ован која се налази на листи објеката дубоког неба у Индекс каталогу.
Деклинација објекта је + 13° 46' 47" а ректасцензија 2h 36m 26,6s. Привидна величина (магнитуда) објекта IC 1821 износи 16,5 а фотографска магнитуда 17,3. IC 18212 је још познат и под ознакама CGCG 439-20.